# Gymnocalycium bayrianum
Gymnocalycium bayrianum là một loài thực vật có hoa trong họ Cactaceae. Loài này được Till ex H.Till mô tả khoa học đầu tiên năm 1987.